# TiddlyWiki
 (août 2023).
TiddlyWiki est un wiki créé par Jeremy Ruston et dont l'usage le plus courant est celui d'un carnet de notes. L'ensemble du wiki est contenu dans un seul fichier HTML comprenant le contenu, la feuille de style CSS et le code JavaScript nécessaires. Jeremy Ruston a ainsi lancé ce type d'outil de gestion des connaissances centré sur la création de micro-contenus non linéaires.
On peut voir TiddlyWiki comme une application du motif MVC dans le cadre des contraintes imposées par un document HTML.
TiddlyWiki est publié par UnaMesa sous une licence open source BSD, le rendant ainsi disponible gratuitement. De nombreux développeurs se sont approprié le code pour l'améliorer, ou du moins pour le modifier selon des besoins propres. On a vu ainsi apparaître dans le courant de l'année 2005 des versions pouvant être installées sur un serveur internet, des fonctionnalités de recherche de rubriques vierges ou de classification par tags.
Lors du passage de la version majeure de 2 à 5 (il n'y a pas de versions 3 et 4), une réécriture complète du code source a été effectuée.

## Fonctionnalités
Il propose entre autres :
- une interface multilingue ;
- un système de greffons ;

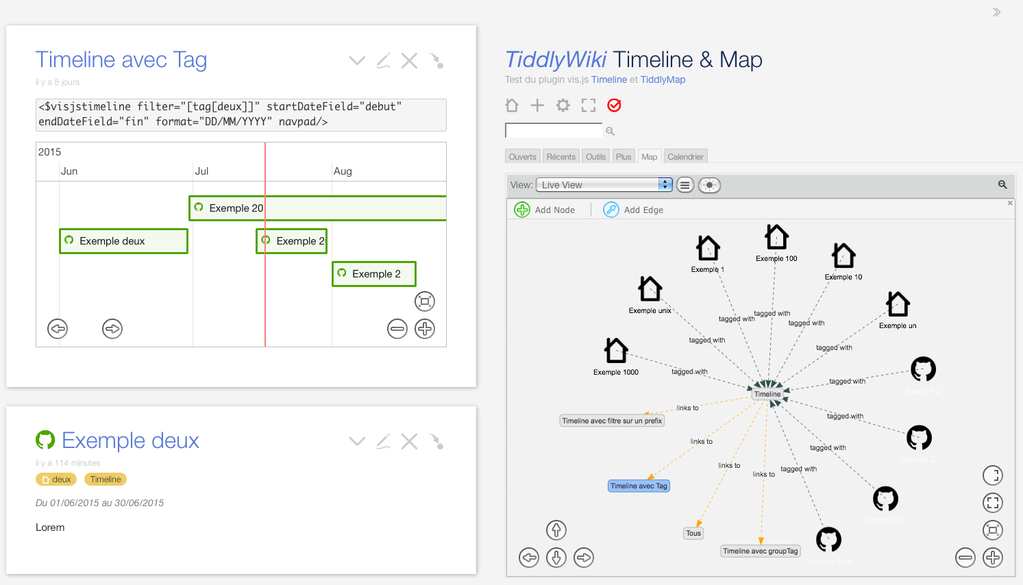
Exemple d'utilisation de TiddlyWiki et du plugin TiddlyMap (bibliothèque vis.js) et Timeline.

- l'import et l'installation directe des greffons ;
- un système de chiffrement (Stanford JavaScript Crypto Library) ;
- un système de filtre pour organiser et mettre en forme le contenu.

L'ensemble du wiki est contenu dans un fichier HTML unique ne nécessitant aucune installation (excepté dans sa version Node.js).
TiddlyWiki ne propose pas d'historique des modifications et n'est pas multi-utilisateur.